# Diecezja Ganzhou
Diecezja Ganzhou (łac.: Dioecesis Canceuvensis, ang. Diocese of Ganzhou) – katolicka diecezja w Chińskiej Republice Ludowej. Siedziba biskupa znajduje się w katedrze w Ganzhou. Jest sufraganią archidiecezji Nanchang.

## Historia
- 11 kwietnia 1946 – utworzenie diecezji Xinyang

## Główne świątynie
- katedra w Ganzhou